# Siepmann
Siepmann o Grupo Siepmann é uma empresa industrial fundada na Alemanha se concentra na produção de aço. A sede fica no Warstein. A empresa é uma das maiores empregadoras da cidade. O grupo de empresas inclui Siepmann-Werke GmbH & Co KG e PERSTA-Stahlarmaturen GmbH & Co KG (acessórios industriais). A empresa, fundada em 1891, pertence à família Siepmann e é administrada pela Siepmann Industries GmbH & Co KG e pela Siepmann Beteiligungs-GmbH (investimentos).
Os produtos do grupo são utilizados principalmente nas seguintes áreas: veículos ferroviários, energia eólica, indústria pesada, indústria de válvulas, indústria naval, máquinas de construção, indústria de produção, usinagem SD, mineração.